# Ліва рука темряви
«Ліва рука темряви» (англ. The Left Hand of Darkness) — фантастичний роман американської письменниці Урсули Ле Гуїн 1969 року. Володар двох престижних літературних премій: Неб'юла (1969) та Г'юго (1970). Належить до Хайнського циклу.

## Особливості світу роману
Події Хайнського циклу відбуваються на декількох планетах, які в давнину колонізували люди, проте потім зв'язки між планетами було втрачено. Дія роману відбувається на планеті Гетен або Зима, що вирізняється холодним кліматом. Основною особливістю мешканців цієї планети є послідовний гермафродитизм. Дорослий мешканець Гетену має сексуальний цикл тривалістю 1 місяць (26 днів). Протягом 21-22 днів він стерильний і асексуальний, протягом іншого часу він перебуває у фазі плідності або кеммеру. Якщо в цей час він знайде сексуального партнера, то один з партнерів відіграє чоловічу роль, а інший — жіночу. Якщо відбулось зачаття, то дія гормонів зберігається для майбутньої матері під час вагітності та годування грудьми. Ролі не є сталими, одна і та ж людина може як зачинати, так і народжувати дітей в різний час. Передбачити свою роль не можна, але за допомогою гормонів можна викликати стан кеммеру та скоригувати роль.
У гетенців немає табу на інцест між братами та сестрами, хоча, якщо дитина зачата від інцесту, очікується, що ці родичі більше ніколи не будуть спаровуватися. З іншого боку, крадіжка вважається важким злочином, а самогубство — ознакою боягузтва. Гетенці не вживають м'яса та молока, хоча розводять тварин заради шерсті, їдять яйця та рибу.

## Основні герої
- Генлі Ай — темношкірий землянин, посланець Ойкумени — міжпланетної організації, що створена задля торгівлі, обміну знаннями та технологіями.
- Терем Харт рем ір Естравен (Естравен) — гетенець, прем'єр-міністр держави Кархід, одної з двох найбільших держав Гетена.
- Аргавен VIII — король Кархіда.
- Хардж рем ір Тайб — родич Аргавена, наступник Естравена на посаді прем'єр-міністра Кархіда, представник «партії війни».
- Фейкс — віщун з фортеці
- Еше Форет рем ір Осбот — колишній шлюбний партнер Естравена, чернець з фортеці
- Оубслі, Слоус, Єгей — урядовці Оргорейна, другої найбільшої держави Гетена. Належать до фракції вільної торгівлі
- Гаум — представник таємної поліції Оргорейна
- Тессічер — чиновник з Кархіда, колишній друг Естравена

## Сюжет
Розповідь ведеться по черзі від особи землянина Генлі Ая та гетенця Естравена. Також книга містить вставки з легенд Кархіду та Оргорейну, що пояснюють деякі речі. Генлі Ай прилетів на Гетен з метою запропонувати мешканцям планети вступити в суспільство Ойкумени. Його зореліт з двома іншими посланцями лишається на орбіті планети.
Генлі Ай готується до зустрічі з королем країни Кархід, Аргавеном. Прем'єр-міністр Естравен дає йому пораду діяти сміливо, але Ай не вірить йому, бо не розуміє мотивів і не може визначитись, як ставитися до Естравена: як до жінки, чи як до чоловіка. Перепоною в спілкуванні стає також система негласних правил ввічливості, що панує на Гетені. Наступного дня Аргавен відмовляєтся від вступу Кархіда до Ойкумени, зміщує Естравена з посади прем'єр-міністра та віддає наказ на його арешт і страту, але з відстрочкою, щоб Естравен мав змогу втекти до Оргорейна. Ай вирішує скористатися весняним сезоном, щоб дослідити Кархід.
Ай зупиняється у фортеці, де живуть ченці, відомі тим, що можуть дати точну і правильну (хоча і не завжди зрозумілу) відповідь на будь-яке питання. Там він знайомиться з Фейксом і вирішує поставити запитання. Генлі запитує у оракула, чи через 5 років Гетен буде в Ойкумені. Оракул відповідає «так». Генлі згодом дізнається про те, що Аргавен завагітнів.
Тим часом Естравен полишає Кархід. Дорогою його знаходить його колишній шлюбний партнер Еше. Еше намагається передати Естравену гроші, наражаючись на небезпеку (бо люди, які допомагають Естравену, також мають бути страчені). Естравен, не бажаючи наражати Еше на небезпеку, а також почуваючи провину за те, що ніколи не кохав того по-справжньому, нічого не бере, та втікає до Оргорейну. Там він живе спочатку як біженець, а потім він зв'язується з орготськими політиками і починає переконувати тих укласти угоду з Ойкуменою від імені Оргорейну.
Між тим Генлі Ай подає заявку на в'їзд до Оргорейну. Його навідує Еше та передає йому велику суму грошей для Естравена. Генлі зустрічається з орготськими політиками. Він віддає Естравенові гроші, але продовжує йому не довіряти і намагається уникати зустрічей з ним. Гаум намагається звабити Естравена. Естравен розуміє, що Генлі загрожує небезпека. Кархід та Оргорейн готуються до війни.
Орготська таємна поліція вирішує заарештувати Генлі як шпигуна і відправити його до концентраційного табору. Коли Естравен дізнається про це, він вирішує визволити Генлі та відправити його назад до Кархіду. В їхніх умовах це означає, що їм потрібно буде вдвох перейти через льодовик взимку. Генлі піддають тортурам. Естравен викрадає його та відвозить у безпечне місце. Між Кархідом та Оргорейном починається війна.
Генлі починає довіряти Естравену, але все ще не розуміє його мотивів. Естравен просить Генлі навчити його мови думок, якою не можна брехати, щоб той переконався в його правдивості. Генлі дає йому декілька уроків. Під час уроків Естравен чує голос Генлі як голос свого загиблого брата і коханця Арека. Генлі та Естравен стають ближчими, Генлі починає називати Естравена на ім'я (що є ознакою найбільшої близькості у кархідців), але характер Естравена залишається загадкою для нього.
Естравен та Генлі разом проходять через льодовик. Естравен радить Генлі викликати інших членів місії, які перебувають на космічному кораблі. В такому разі Аргавен буде вимушений подати заявку на вступ до Ойкумени. Генлі погоджується.
Естравен приводить Генлі до Тессічера, якого вважає своїм другом. Генлі передає сигнал на корабель, який приземлиться через декілька днів. Тессічер передає інформацію про Естравена людям Тайба. Естравен дізнається про це і намагається перейти кордон з Оргорейном. Прикордонники вбивають його та заарештовують Генлі.
Оскільки Ай виявився живий, Аргавен погоджується на дипломатичну зустріч з представниками Ойкумени. Проте він відмовляється реабілітувати Естравена. Генлі не наполягає. У столиці він зустрічає Фейкса, який став депутатом через занепокоєння політикою Кархіда. Кархід погоджується приєднатися до Ойкумени, а невдовзі за нею і Оргорейн.
Генлі відвідує клан Естравена, щоб передати туди його щоденники, а також розповісти про останні місяці його життя. Він знайомиться з матір'ю Естравена та дитиною Терема Естравена та його брата Арека.